# باتريسيا مارتن
باتريسيا مارتن (بالإنجليزية: Patricia Martin)‏ هي كاتِبة أمريكية، ولدت في 1948.